# Ida Lupino

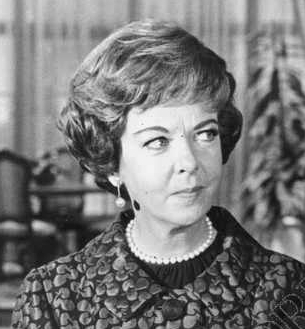
Ida Lupino in 1968.

Ida Lupino (Londen, 4 februari 1918 – Los Angeles, 3 augustus 1995) was een Brits-Amerikaans regisseur en actrice.

## Levensloop

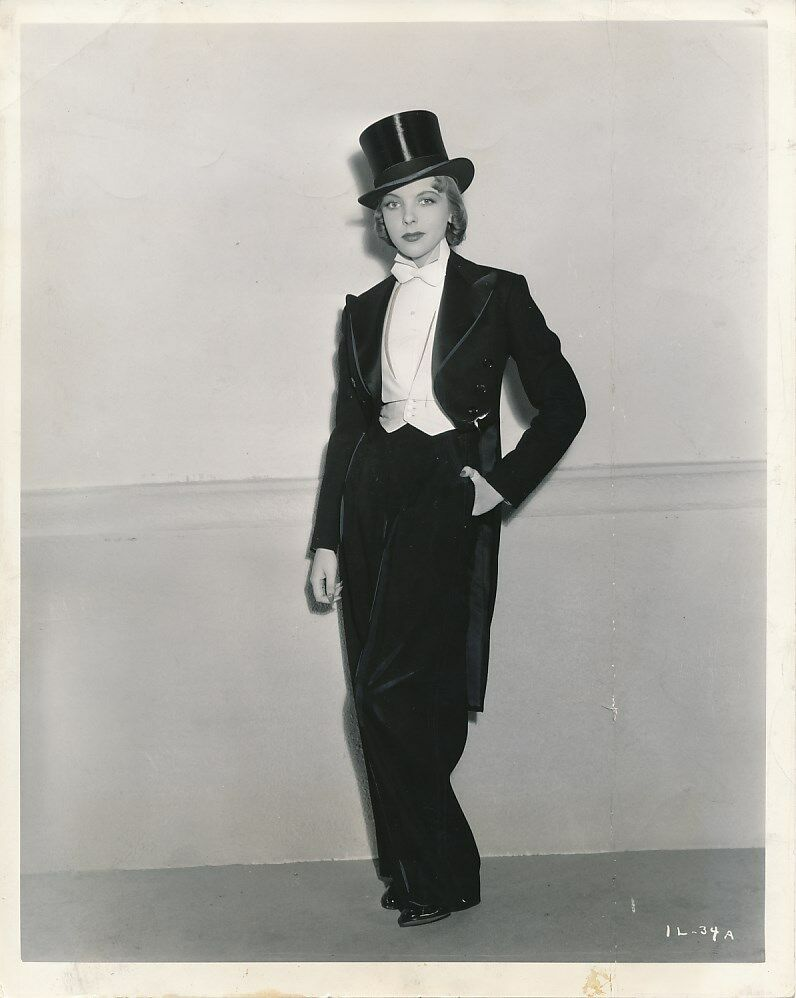
Ida Lupino in 1937

Lupino maakte deel uit van een familie die al sinds de 17e eeuw werkzaam was in de toneelwereld. Haar vader Stanley Lupino was een bekende Britse revuester en haar moeder Connie Emerald was een actrice. Lupino debuteerde in 1932 in de Britse dramafilm Her First Affaire in een rol waar haar moeder aanvankelijk audities voor deed. In 1934 trok ze naar de Verenigde Staten. Daar brak ze in 1939 door in de dramafilm The Light That Failed. Ze stond in Hollywood te boek als „de Bette Davis van de kleine man”. Vanaf de jaren 50 begon Lupino ook zelf films te regisseren.
Lupino stierf in 1995 op 78-jarige leeftijd aan darmkanker.

## Filmografie

### Regisseur
- 1949 - Not Wanted (samen met Elmer Clifton)
- 1949 - Never Fear
- 1950 - Outrage
- 1950 - Hard, Fast and Beautiful
- 1953 - The Hitch-Hiker
- 1953 - The Bigamist
- 1966 - The Trouble with Angels

### Actrice
- 1931 - The Love Race
- 1932 - Her First Affair
- 1933 - Money for Speed
- 1933 - I Lived with You
- 1933 - Prince of Arcadia
- 1933 - The Ghost Camera
- 1933 - High Finance
- 1934 - Search for Beauty
- 1934 - Come On, Marines!
- 1934 - Ready for Love
- 1935 - Paris in Spring
- 1935 - Smart Girl
- 1935 - Peter Ibbetson
- 1935 - La Fiesta de Santa Barbara
- 1936 - Anything Goes
- 1936 - One Rainy Afternoon
- 1936 - Yours for the Asking
- 1936 - The Gay Desperado
- 1937 - Sea Devils
- 1937 - Let's Get Married
- 1937 - Artists and Models
- 1937 - Fight for Your Lady
- 1939 - The Lone Wolf Spy Hunt
- 1939 - The Lady and the Mob
- 1939 - The Adventures of Sherlock Holmes
- 1939 - The Light That Failed
- 1940 - They Drive by Night
- 1941 - High Sierra
- 1941 - The Sea Wolf
- 1941 - Out of the Fog
- 1941 - Ladies in Retirement
- 1942 - Moontide
- 1942 - Life Begins at Eight-Thirty
- 1943 - The Hard Way
- 1943 - Forever and a Day
- 1943 - Thank Your Lucky Stars
- 1944 - In Our Time
- 1944 - Hollywood Canteen
- 1945 - Pillow to Post
- 1946 - Devotion
- 1947 - The Man I Love
- 1947 - Deep Valley
- 1947 - Escape Me Never
- 1948 - Road House
- 1949 - Lust for Gold
- 1950 - Woman in Hiding
- 1951 - On the Loose
- 1952 - On Dangerous Ground
- 1952 - Beware, My Lovely
- 1953 - Jennifer
- 1954 - Private Hell 36
- 1955 - Women's Prison
- 1955 - The Big Knife
- 1956 - While the City Sleeps
- 1956 - Strange Intruder
- 1972 - Junior Bonner
- 1972 - The Strangers in 7A
- 1975 - The Devil's Rain
- 1976 - The Food of the Gods